# Seoul Challenger Tennis 1997
Il Seoul Challenger Tennis 1997, noto anche come Daewoo Challenger Tennis per motivi di sponsorizzazione, è stato un torneo di tennis facente parte della categoria ATP Challenger Series nell'ambito dell'ATP Challenger Series 1997. Il torneo si è giocato a Seul in Corea del Sud dal 20 al 25 ottobre 1997 su campi in terra rossa.

## Vincitori

### Singolare
Peter Tramacchi ha battuto in finale  Régis Lavergne con il punteggio di 6–3, 6–3

### Doppio
Edwin Kempes /  Gouichi Motomura hanno battuto in finale  Jérôme Golmard /  Régis Lavergne con il punteggio di 7–5, 7–5